# Серебряногорлый иглохвостый печник
Серебряногорлый иглохвостый печник (лат. Synallaxis subpudica) — вид воробьиных птиц из семейства печниковых. Подвидов не выделяют. Эндемик Колумбии.

## Описание
Серебряногорлый иглохвостый печник достигает длины 17—19 см. Половой диморфизм не выражен. У взрослых особей серовато-коричневое лицо с тонкой светло-коричневой надбровной дугой. Лоб серовато-коричневый, макушка и затылок рыжевато-каштановые. Спина, надхвостье и кроющие хвоста коричневого цвета. Кроющие перья крыльев и основание маховых перьев каштановые, а остальные области маховых перьев коричневые. Серовато-коричневый хвост достигает длины 10,9 см, на кончиках перьев хвоста отсутствуют зазубрины. Горло серое со слабыми тёмными крапинками и черноватой серединой. Нижняя часть тела тускло-серовато-коричневая с оливковым оттенком; брюхо немного светлее. Радужная оболочка тёмно-красновато-коричневая. Надклювье черновато-серое, подклювье серое, ноги и ступни серые. У молодых особей макушка серого цвета.
Песня представляет собой быструю, ускоряющуюся, нисходящую и затухающую серию стрекочущих нот «chí-chi-chi-che-che-che-chu-chu-chu», и часто исполняется дуэтом. Позывка — резкий «kik», а сигнал тревоги — тихая «trill».

## Распространение и места обитания
Серебряногорлый иглохвостый печник встречается в Колумбии от севера департамента Бояка до департамента Сантандер. Обитает на опушках горных вечнозеленых лесов, как первичных, так и вторичных, а также в кустарниковых зарослях и на зарастающих лесных полянах. Встречается на высоте от 2100 до 3200 метров над уровнем моря.

## Биология
Серебряногорлый иглохвостый печник питается в основном членистоногими; добывает пищу парами, подбирая добычу с листвы и небольших веток, обычно на высоте 1—2 м над землей, но иногда и выше.
Гнездо размещается в кустарнике на высоте около 2 м от земли и представляет собой громоздкую массу колючих веток с боковой горизонтальной входной трубкой; лоток выстилается мхом. Биология размножения не описана.